# Стеноза плућне валвуле
Стеноза плућне валвуле или плучног залистка спада у најчешће урођене, а ретко стечене болести као што су карциноидна и реуматска грозница који утичу на плућну валвулу или плућни залистак. Плућни залистак може бити стенотичан или атретичан, или листићи залиска могу бити одсутни. Плућна стеноза може бити валвуларна, суправалвуларна или субвалвуларна (десна комора са две коморе ); може бити и у грани плућних артерија. Ове лезије се заједно описују као опструкције излазног тракта десне коморе.
Стенотични плућни залистак обично се јавља без придружених урођених абнормалности, иако може бити повезан са другим структурним абнормалностима срца. Да би се разликовали први од других, коришћени су термини као што су плућна стеноза са нормалним кореном аорте или плућна стеноза са интактним вентрикуларним септумом. Међутим, пожељнији је термин изолована стеноза плућне валвуле.  Термин изолован се може користити чак и када је присутан отворен форамен овале или мали дефект преткоморске преграде. Термин конгенитално не треба користити јер је већина урођена.

## Епидемиологија
Плућна стеноза представља 8-12% свих урођених срчаних мана код деце у САД.  Код одраслих, плућна стеноза представља приближно 15% свих урођених срчаних мана.    Изолована плућна стеноза залистака са интактним вентрикуларним септумом је други најчешћи урођени дефект срца код деце у САД. Може се јавити код чак 50% свих пацијената са урођеним срчаним обољењима повезаним са другим урођеним срчаним лезијама у САД.

### Демографија везана за расу, пол и узраст
Расна разлика у преваленцији плућне стенозе је мало вероватна.
Однос мушкараца и жена је 1:1.
Старост пацијента при презентацији је повезана са озбиљношћу опструкције. Ако је стеноза тешка, пацијенти се могу јавити у неонаталном периоду или у детињству. Пацијенти са благом опструкцијом могу у детињству имати асимптоматски шум.

## Етиологија
Стеноза плућне валвуле је првенствено последица недовољног развоја ткива плућне валвуле и дисталног дела булбус цордиса, који се карактерише фузијом комисура листића, што резултира задебљаним и куполастим изгледом залиска.
Иако су описани породични облици плућне стенозе, генерално се сматра да је мултифакторског порекла.  Стопе рецидива код браће и сестара су реда 2-3%.  Преваленција плућне стенозе код потомака родитеља са плућном стенозом је 3,6%.
Аберантни обрасци тока у материци такође могу бити делимично повезани са неисправним развојем плућне валвуле.

## Патофизиологија
Клинички значајно сужење залиска или крвног суда повећава притисак проксимално од опструкције. Овај градијент притиска је неопходан за одржавање протока преко места стенозе. Код плућне стенозе долази до хипертрофије десне коморе која одржава овај ток напред. Величина притиска у десној комори и градијент притиска преко плућне валвуле су генерално пропорционални степену опструкције. У уобичајеним околностима, пропорционална хипертрофија десне коморе одржава нормалан плућни проток крви. Ако се нормалан излаз не одржи, долази до десностране срчане инсуфицијенције. Ово се дешава код новорођенчади са критичном плућном стенозом и код пацијената са тешком опструкцијом која се јавља у детињству или одраслом добу.
Могу се јавити и промене у геометрији леве коморе и смањена функција леве коморе.  Промене су пропорционалне степену хипертрофије десне коморе; међутим, они се враћају у нормалу након што се ублажи опструкција излазног тракта десне коморе.
Са повећањем хипертрофије десне коморе, комплијанса десне коморе се смањује са резултујућим повећањем крајњег дијастолног притиска и са израженим таласима у десној преткомори. Како притисак у десној преткомори расте, може доћи до шанта здесна налево ако је форамен овале отворен или ако је присутан дефект атријалне преграде; ова промена доводи до системске артеријске десатурације и клинички уочљиве цијанозе. Ово ранжирање се може десити чак и без мерљивог повећања притиска у десној преткомори и може се приписати смањеној усклађености десне коморе.  Такав шант десно-лево може да се јави и код пацијената са неразвијеном (хипопластичном) десном комором.

## Клиничка слика
Већина деце са плућном стенозом, посебно оне са тривијалном и благом плућном стенозом, има асимптоматски срчани шум који се открива током рутинског прегледа.
Пацијенти са умереном или тешком плућном стенозом могу имати благу диспнеју при напору. Одрасли могу бити асимптоматски, без обзира на тежину опструкције.
Код пацијената са тешком или критичном опструкцијом могу се јавити знаци системске венске конгестије, који се обично тумаче као знаци конгестивне срчане инсуфицијенције (ЦХФ). Знаци су последица тешке дисфункције десне коморе или цијанозе која је последица шанта здесна налево преко отвореног овалног форамена или дефекта атријалне преграде.
Омаглица, синкопа и бол у грудима који подсећају на ангину пекторис су ретки, чак и код пацијената са тешком опструкцијом.
Треба напоменути да многи пацијенти са умереном или тешком плућном стенозом остају асимптоматски.

## Дијагностичка разматрања
Важна разматрања
Искључивање придружених конгениталних аномалија и откривање присуства цијанозе или лезије зависне од тога колико је велика грешка. При томе несме се пропустити да се дијагностикује озбиљнс урођена срчану ману, као што је тетралогија Фалот.
У дијагностици посебну пажњу треба обратити на следеће:
- Пацијенти са ацијанозом са тетралогијом Фаллот и они са благом опструкцијом излазног тракта десне коморе могу имати сличне презентације и физичке налазе.
- Тетралогија Фалот је лезија која се хируршки може кориговати и која се може безбедно кориговати, чак иу неонаталном периоду.
- Ехокардиографија може поуздано потврдити прецизну дијагнозу и помоћи у разликовању валвуларне плућне стенозе од тетралогије Фаллот.

Ехокардиографију не треба обустављати ако се сумња на сложену анатомију.
Компликације повезане са балон плућном валвулопластиком, као што је руптура или перфорација плућне артерије или излазног тракта десне коморе, су ретке, али се могу јавити. 
Други проблеми које треба размотрити
Такође треба размотрите следећа стања код пацијената са сумњом на  стенозу плућних  залистака:
- Комплексна урођена срчана болест повезана са налазом плућне стенозе
- Инфундибуларна и/или субпулмонална стеноза
- Суправалвуларна плућна стеноза
- Десна комора са две коморе
- Синдром одсуства плућних залистака

### Лабораторијске анализе
Лабораторијска процена обично није од помоћи код стенозе плућног залистка.
Мерење хемоглобина и хематокрита код пацијената са цијанозом може бити од помоћи јер су повећане код пацијената са деснолевим шантом. Степен полицитемије је пропорционалан степену и трајању десно-левог шанта. Микроцитоза и хипохромија указују на недостатак гвожђа и захтевају лечење суплементима гвожђа.
Оксиметрија пружа информације о потенцијалном ранжирању са десна на лево код граничних цијанотичних лезија, али не помаже у идентификацији узрока шанта (плућни, интератријални, интервентрикуларни, велики артеријски).
Иако анализа гаса артеријске крви  обично није потребна, један значајан изузетак је тест хипероксије код новорођенчета са цијанозом неутврђеног порекла.
Фракција удахнутог кисеоника (ФИО2) од 1 (100% кисеоника) генерално не повећава парцијални притисак кисеоника на више од 100 мм Хг код пацијената са цијанотичним урођеним срчаним дефектом (интракардијални десно-левог шанта).

### Електрокардиографија
Електрокардиографски (ЕКГ) налази су обично нормални код благе плућне стенозе. Девијација десне осе и хипертрофија десне коморе јављају се код умерене и тешке плућне стенозе залистака. Степен хипертрофије десне коморе је у доброј корелацији са тежином плућне стенозе.
Неке студије су показале добру корелацију између висине Р таласа у одводу В1 и вршног систолног притиска десне коморе; висина Р таласа у В1 у мм помножена са 5 предвиђа вршни систолни притисак десне коморе. 
Док је електрокардиограм користан неинвазивни алат у процени тежине плућне стенозе, доплер ехокардиографија пружа директнију индикацију тежине опструкције.
Хипертрофија десне преткоморе и хипертрофија десне коморе са деформацијом се примећују када је плућна стеноза тешка.

## Терапија
Понекад лечење можда неће бити потребно ако је поремећај благ.
Када постоје и друге срчане мане, лекови се могу користити за:
- побољшање проток крви кроз срце (простагландини)
- помагање срцу да куца јаче
- спречавање стварање угрушака (разређивачи крви)
- уклањање вишка течности (диуретици)
- лечење аритмија.

Перкутана балон плућна дилатација (валвулопластика) се може урадити када нема других срчаних мана. Ова процедура се изводи тако што се кроз артерију у препонама уводи флексибилнесце  цев (катетер) са балоном причвршћеним на крају све до срца (уз помоћ рендгенских зрака за вођење катетера), а потом тако уведени балон растеже валвуларни отвор  .
Неким људима ће можда бити потребна операција срца за поправку или замену плућне валвуле. Нова валвула се може направити од различитих материјала. Ако се валвула не може поправити или заменити, можда ће бити потребне извести друге процедуре.

## Прогноза
Људи са благом болешћу ретко имају  погоршање стања. Међутим, код они са умереном до тешком болешћу стање се погоршава. 
Исход је често веома добар када је операција или балон дилатација успешна. Друге урођене срчане мане могу бити фактор од којих зависи успешна прогноза болесте.  
Најчешће, нове валвуле могу трајати деценијама. Међутим, неке ће се истрошити током живота пацијента и треба их заменити.

## Могуће компликације
Компликације могу укључивати:
- Абнормални откуцаји срца ( аритмије )
- Смрт
- Срчана инсуфицијенција и повећање десне стране срца
- Враћање крви назад у десну комору (плућна регургитација) након лечења.